# Seznam romantičnih skladateljev
Seznam romantičnih skladateljev.

## Obdobje med klasicizmom in romantično glasbo (rojeni 1770-1800)
- Ludwig van Beethoven (1770-1827)
- Johann Nepomuk Hummel (1778 - 1837)
- Fernando Sor (1778 - 1839)
- Anthony Philip Heinrich (1781 - 1861)
- Daniel Auber (1782 - 1871)
- John Field (1782 - 1837)
- Niccolò Paganini (1782 - 1840)
- Louis Spohr (1784 - 1859)
- Pietro Raimondi (1786 - 1853)
- Carl Maria von Weber (1786 - 1826)
- Nicolas Bochsa (1789 - 1856)
- Carl Czerny (1791 - 1857)
- Giacomo Meyerbeer (1791 - 1864)
- Gioacchino Rossini (1792 - 1868)
- Franz Berwald (1796 - 1868)
- Carl Loewe (1796 - 1869)
- Gaetano Donizetti (1797 - 1848)
- Franz Schubert (1797-1828)

## Zgodnjeromantično obdoje (rojeni 1800-1820)
- Vincenzo Bellini (1801 - 1835)
- Josef Lanner (1801 – 1843)
- Adolphe-Charles Adam (1803 - 1856)
- Hector Berlioz (1803 - 1869)
- Mihail Glinka (1804-1857)
- Johann Strauss I (1804 - 1849)
- Fanny Mendelssohn (1805 - 1847)
- Juan Crisostomo de Arriaga (1806 - 1826)
- Michael William Balfe (1808 - 1870)
- Felix Mendelssohn (1809 - 1847)
- Frédéric Chopin (1810 - 1849)
- Robert Schumann (1810-1856)
- Franz Liszt (1811 - 1886)
- Louis Jullien Arhivirano 2010-01-11 na Wayback Machine. (1812 - 1860)
- Charles-Valentin Alkan (1813 - 1888)
- Stephen Heller (1813 - 1888)
- William Henry Fry (1813 - 1864)
- Giuseppe Verdi (1813 - 1901)
- Richard Wagner (1813 - 1883)
- Heinrich Wilhelm Ernst (1814-1865)
- Niels Wilhelm Gade (1817 - 1890)
- Charles Gounod (1818 - 1893)
- Jacques Offenbach (1819 - 1880)
- Clara Schumann (1819-1896)

## Srednjeromantično obdobje (rojeni 1820-1860)
- Joseph Joachim Raff (1822 - 1882)
- César Franck (1822 - 1890)
- Édouard Lalo (1823 - 1892)
- Anton Bruckner (1824 - 1896)
- Bedrich Smetana (1824-1884)
- Johann Strauss, mlajši (1825-1899)
- Josef Strauss (1827 - 1870)
- Woldemar Bargiel (1828 - 1897)
- Louis Moreau Gottschalk (1829 - 1869)
- Anton Rubinstein (1829 - 1894)
- Karl Goldmark (1830 - 1915)
- Gustav Lange (1830 - 1889)
- Francis Edward Bache (1833 - 1858)
- Aleksander Borodin (1833 - 1887)
- Johannes Brahms (1833-1897)
- Amilcare Ponchielli (1834-1886)
- Camille Saint-Saëns (1835-1921)
- Henryk Wieniawski (1835 - 1880)
- Felix Draeseke (1835 - 1913)
- Léo Delibes (1836 - 1891)
- Emile Waldteufel (1837 - 1915)
- Georges Bizet (1838 - 1875)
- Max Bruch (1838 - 1920)
- Friedrich Gernsheim (1839 - 1916)
- Modest Petrovič Musorgski (1839 - 1881)
- John Knowles Paine (1839 - 1906)
- Peter Iljič Čajkovski (1840-1893)
- Antonín Leopold Dvořák (1841 - 1904)
- Calixa Lavallée (1842 - 1891)
- Arrigo Boito (1842-1918)
- Jules Massenet (1842 - 1912)
- Arthur S. Sullivan (1842 - 1900)
- Edward Grieg (1843 - 1907)
- Karl Michael Ziehrer (1843-1922)
- Nikolaj Rimski-Korsakov (1844 - 1908)
- Pablo Sarasate (1844-1908)
- Gabriel Fauré (1845 - 1924)
- Charles-Marie Widor (1845 - 1937)
- Luigi Denza (1846 - 1922)
- Robert Fuchs (1847 - 1927)
- Franz Xaver Scharwenka (1850 - 1924)
- Aleksander Tanejev (1850 - 1918)
- Francisco Tarrega (1852-1909)
- George Whitefield Chadwick (1854 - 1931)
- Ernest Chausson (1855 - 1899)
- Julius Röntgen (1855 - 1932)
- Anatolij Konstantinovič Ljadov (1855 - 1914)
- Giuseppe Martucci (1856 - 1909)
- Sergej Tanejev (1856 - 1915)
- Edward Elgar (1857 - 1934)
- Ruggiero Leoncavallo (1858 - 1919)
- Giacomo Puccini (1858 - 1924)
- Eugène Ysaÿe (1858 - 1931)
- Hans Rott (1858 - 1884)
- Mikhail Ippolitov-Ivanov (1859 - 1935)

## Pozna romantika (rojeni 1860-1900)
- Isaac Albéniz (1860 - 1909)
- Gustave Charpentier (1860 - 1956)
- Gustav Mahler (1860 - 1911)
- Hugo Wolf (1860 - 1903)
- Anton Arenski (1861 - 1906)
- Edward German (1862 - 1936)
- Horatio Parker (1863 - 1919)
- Hugh Blair (1864–1932)
- Richard Strauss (1864 - 1949)
- Paul Dukas (1865 - 1935)
- Aleksander Glazunov (1865 - 1936)
- Jean Sibelius (1865 - 1957)
- Ferruccio Busoni (1866 - 1924)
- Amy Beach (1867 - 1944)me
- Franz Lehár (1870 -1948)
- Guillaume Lekeu (1870 - 1894)
- Amadeu Vives (1871-1932)
- Paul Juon (1872 - 1940)
- Aleksander Skrjabin (1872 - 1915)
- Max Reger (1873 - 1916)
- Franz Schmidt (1874-1939)
- Reinhold Gliere (1875 - 1956)
- Erkki Melartin (1875 - 1937)
- Joseph Canteloube (1879 - 1957)
- Ottorino Respighi (1879 - 1936)
- Grigoraş Dinicu (1889 - 1949)
- Claude Champagne (1891 - 1965)